# هوانگ جونگ-اوه
هوانگ جونگ-اوه (انگلیسی: Hwang Jung-oh؛ زادهٔ ۱ آوریل ۱۹۵۸) جودوکار اهل کره جنوبی بود.
از افتخارات وی میتوان به کسب مدال نقره جودو وزن ۶۵- کیلوگرم در بازی‌های المپیک تابستانی ۱۹۸۴ اشاره کرد.